# Dallos István (író)
Dallos István (Nyitra, 1901. december 25. – Felsőbodok, 1972. április 21.) író, újságíró, emlékiratíró, néprajzi szakíró, szerkesztő.

## Élete

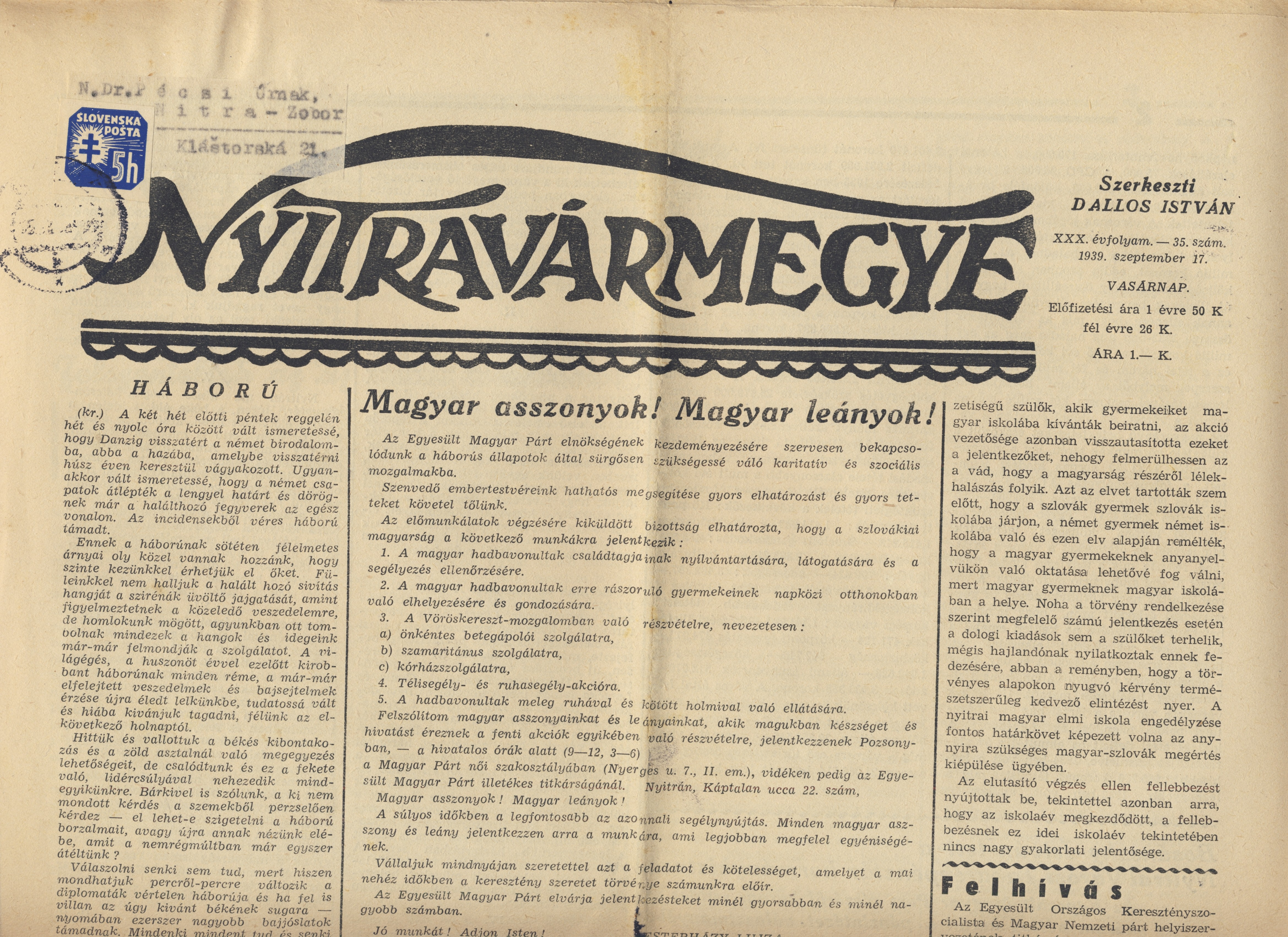
Nyitravármegye hetilap

Családja Zséréről származott. Szegény szülők 13. gyermeke volt.
1912-1915 között a Nyitrai Piarista Gimnázium diákja. Nyitrán érettségizett, majd újságíró lett. A két világháború között a szlovákiai magyar lapok (Népakarat, Magyar Újság, Prágai Magyar Hírlap) munkatársa, illetve egyik alapítója 1935-ben a Híd – Szlovenszkói Magyar Irodalmi Társulatnak (1936–1944). Mártonvölgyi Lászlóval közösen szerkesztette a társulat kiadványait (Szlovenszkói magyar írók antológiája I–IV). A második világháború alatt Magyar Album címen antológiasorozatot adott ki.
A háború után a Hlas nitrianskeho kraja munkatársa, de írt az Új Szóba, a Hétbe, az Irodalmi Szemlébe is. 
Hagyatéka a nyitrai Városi Múzeumban volt letétben.

## Művei
- 1933 A nyitra-barsi magyar-palóc félsziget. Magyar Írás 2/5-6 (1933. május-június), 275-286.[3]
- 1934 A 700 éves nyitrai ferencrend. Nemzeti Kultura II/6, 340-344.
- 1935 Nyitravidéki palócok. In: Nyitrai írók könyve, 151-188.
- 1942 Magyar írás a Zobor alján. Toldy Kör irodalmi évkönyve 1942, 27-34.
- 1943 Lakzi a Palócföldön. Pozsony
- Szlovákiai magyar kultúrtörekvések. Magyar Album 3, 83-90.
- Madách Ház. Magyar Album 5, 101-105.
- 1969 Zoboralja kulturális emlékeiből (nyitrai ősnyomtatványok). Szabad Föld 1969. szeptember 27, 13.
- 1969 A Híd vallomása (emlékirat)
- 1971 Hazatérés. Irodalmi Szemle 1971/9